# Grewia elmeri
Grewia elmeri là một loài thực vật có hoa trong họ Cẩm quỳ. Loài này được (Merr.) P.S.Ashton mô tả khoa học đầu tiên năm 1988.